# Великі Жеребки
Великі Жере́бки — село в Україні, у Волочиській міській громаді Хмельницького району Хмельницької області. Населення становить 233 осіб. До 2020 орган місцевого самоврядування — Поповецька сільська рада.

## Історія
Наприкінці 19 ст. було там 83 будинки, 506 жителів, в околиці хутір, 1 дім і 3 жителі. В селі церква дерев'яна, водяний млин, вітряк. На ґрунтах села 2 кургани (В. Антонович: Труди XI з'їзд., 1901 р.). За переписом 1911 р. було там 1,041 жителів, земська лічниця, акушерка, земська поштова станція, склад дерева, млин. До великої земельної власності гром. А. Грохольського належало там 799 дес. і до Новаковського 478 дес.
7 (20) листопада 1917 року, відповідно до Третього Універсалу Української Центральної Ради, увійшло до складу Української Народної Республіки.
За даними різних джерел у селі в 1932—1933 роках загинуло близько 10 осіб. На сьогодні встановлено імена трьох. Мартиролог укладений на підставі поіменних списків жертв Голодомору 1932—1933 років, складених Попівецькою сільською радою. Поіменні списки зберігають у Державному архіві Хмельницької області.
- Дідик Петро Тимофійович, 15 р., 1933 р.,
- Дідик Петро Тимофійович, 1933 р.,
- Новицюк Федір Артемович, 1933 р.,

12 червня 2020 року, відповідно до розпорядження Кабінету Міністрів України № 727-р «Про визначення адміністративних центрів та затвердження територій територіальних громад Хмельницької області», увійшло до складу Волочиської міської територіальної громади.
19 липня 2020 року, в результаті адміністративно-територіальної реформи та ліквідації Волочиського району, увійшло до складу новоутвореного Хмельницького району.